# Kuna Yala

Localização da comarca no Panamá

Bandeira de Guna Yala, adotada em 2010

Kuna Yala ou Guna Yala  é uma comarca indígena do Panamá com estatuto de província. Possui uma área de 2.393,10 km² e uma população de 32.446 habitantes (censo 2000), perfazendo uma densidade demográfica de 13,56 hab./km². Esta comarca não possui distritos, à diferença das demais províncias panamenhas. É habitada pela etnia Guna.
Sua capital é Gaigirgordub (El Porvenir). Limita-se ao norte com o  Mar do Caribe, ao sul com a província de Darién  e a comarca de Emberá Wounnan, a leste com a Colômbia e a oeste com a província de Colón.

## História
Aplicando a  lei de 4 de junho de 1870 da Colômbia, o decreto do 29 de abril de 1871 criou e demarcou a Comarca Tulenega, promovida pelos líderes indígenas Yáquiña-Nilele, Pali-Cuá, Guavia y Machigua. Depois da separação do Panamá da Colômbia em 1903, as novas autoridades derrogaram as normas sobre a Comarca, o que causou a revolução kuna de 1925, que proclamou a República de Tule. Os acordos de paz foram um primeiro paso para restabelecer a autonomía dos Guna.
A lei n.º 2 de 16 de setembro de 1938 criou a Comarca de San Blas, demarcada novamente e regulamentada pela lei Nº 16 do 19 de fevereiro de 1953. Seu nome foi cambiado a Comarca Kuna Yala pela lei Nº 99 de 23 de dezembro de 1998. . Em outubro de 2011, o governo do Panamá reconheceu a decisão do povo Guna sobre seu alfabeto, excluindo a letra "K", pelo que que o seu nome oficial deveria ser "Guna Yala".

## Etimologia
Guna Yala na língua guna significa "Terra Guna" ou "Montanha Guna".

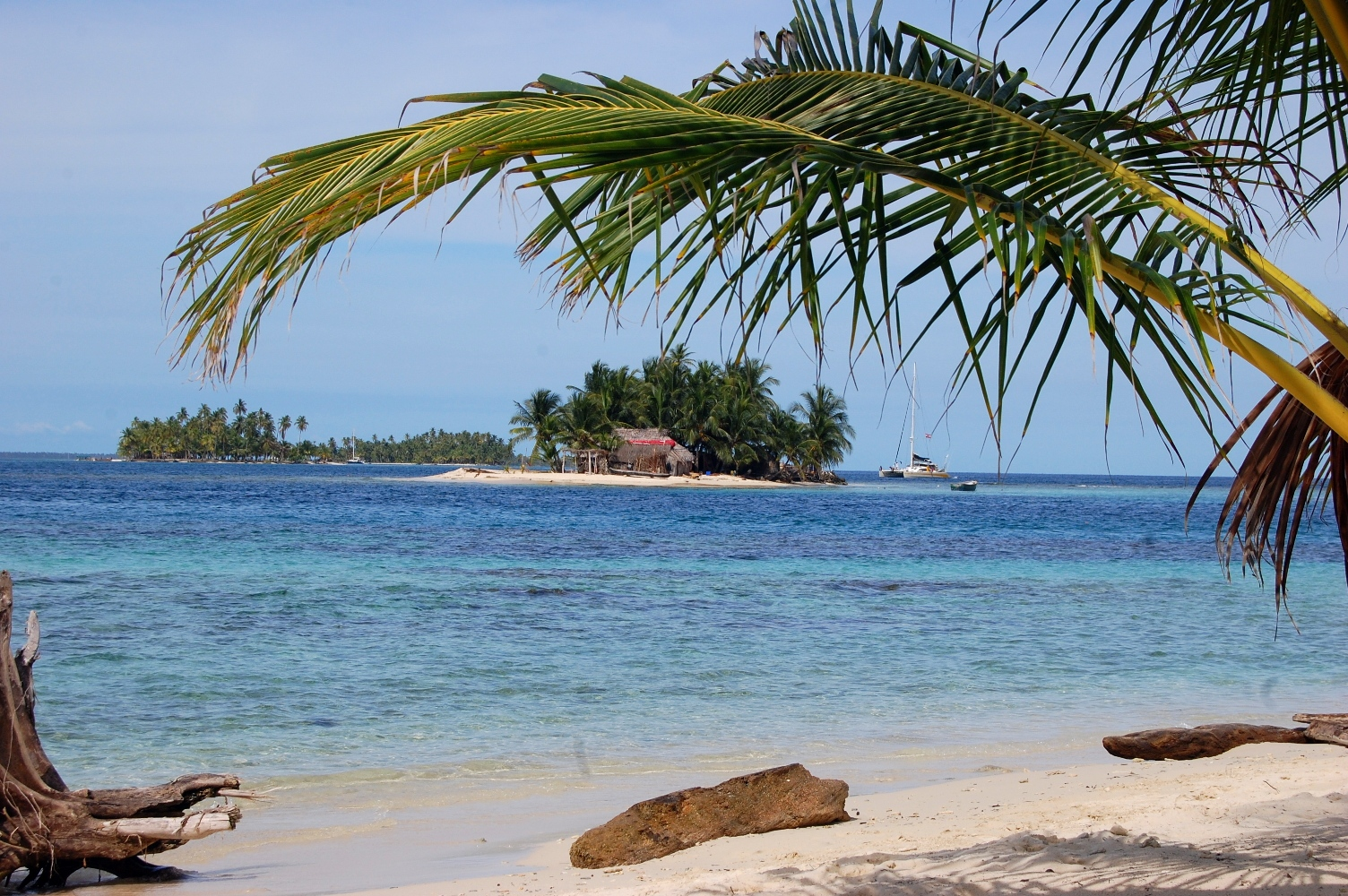
Uma das ilhas de Guna Yala